# Storhertigens finanser (1934)
Storhertigens finanser är en tysk film från 1934. Sigvard Bernadotte arbetade som regiassistent åt filmens regissör men använde sig av pseudonymen "S. Holgers". 

## Om filmen
Som förlaga till filmen har man  Frank Hellers romanfigur Herr Collins samt romanen Storhertigens finanser. Romanen har filmats en gång tidigare under samma namn – se Storhertigens finanser (1923). 

## Rollista (urval)
- Viktor de Kowa -
- Hilde Weissner - Diana
- Paul Henckels - Paqueno
- Heinz Rühmann - Pelotard
- Maria Loya - Conchita
- Hans Stiebner - Luis
- Fritz Alberti - Storfurste Cyrill
- Theo Lingen - Furst Potemkin
- Willi Schur - Kapten Malossol
- Wolfgang von Schwindt - Sergeant Quesada
- Ernst Rotmund - Mircovich
- Vilma Bekendorf -
- Herbert Paulmüller -
- Friedrich Honna -
- Kurt Hoellger -
- Genia Nikolaieva -